# Valenciabukten

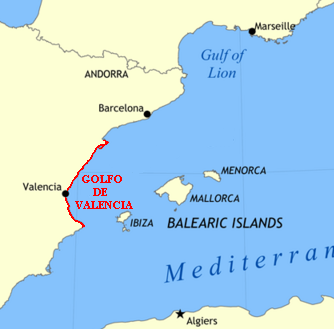
Karta över Valenciabukten.

Valenciabukten (spanska: Golfo de Valencia), ibland Levantebukten, är en bukt längs den spanska östkusten i Medelhavet. Den sträcker sig från Cap de la Nau i söder, medan den nordliga punkten är oklar. Vissa anser att det är Cap Vinaròs, medan andra anser att det är Cap de Tortosa i Ebros delta. Bukten korsas av nollmeridianen.